# Calyptomenidae
I Caliptomenidi (Calyptomenidae Bonaparte, 1850) sono una famiglia di uccelli passeriformi del sottordine dei Tyranni, proposta da alcuni autori. Questo raggruppamento non è riconosciuto dal Congresso Ornitologico Internazionale (2014) che attribuisce i generi Calyptomena e Smithornis alla famiglia Eurylaimidae.

## Tassonomia
Alla famiglia vengono ascritti due generi e sei specie:
famiglia Calyptomenidae
- sottofamiglia Calyptomeninae
  - genere Calyptomena - 3 specie
- sottofamiglia Smithornitinae
  - genere Smithornis - 3 specie

## Descrizione
Si tratta di uccelli lunghi una ventina di centimetri: le specie del genere Calyptomena sono tozze e arrotondate e prevalentemente di colore verde, con corto becco, mentre le specie di Smithornis hanno colori più sobri (varie tonalità del bruno, bianco, grigiastro) e becco più allungato.

## Distribuzione e habitat
Gli appartenenti al genere Calyptomena vivono nel Sud-est asiatico, mentre gli appartenenti al genere Smithornis sono diffusi in Africa centro-meridionale: il loro habitat è rappresentato dalla foresta pluviale.